# ایبیکوآرا
ایبیکوآرا (به پرتغالی: Ibicoara) یک منطقهٔ مسکونی در برزیل است که در باهیا واقع شده‌است. ایبیکوآرا ۱۹٬۷۸۶ نفر جمعیت دارد.